# Cyrus Vance
Cyrus Roberts Vance Sr. (ur. 27 marca 1917 w Clarksburgu, zm. 12 stycznia 2002 w Nowym Jorku) – amerykański polityk i dyplomata.

## Biografia
Od 1977 do 1980 Vance był sekretarzem stanu w administracji Jimmy’ego Cartera. W kwietniu 1980 podał się do dymisji w proteście przeciwko planowanej operacji Orli Szpon, która miała odbić amerykańskich zakładników w Iranie. Jego sprzeciw okazał się słuszny, gdyż operacja zakończyła się fiaskiem. Jego niespodziewana rezygnacja, cztery dni przed rozpoczęciem wtedy jeszcze utajnionej operacji, zaskoczyła opinię publiczną. Odejście Vance’a miało też związek z faktem, że doradca do spraw bezpieczeństwa Zbigniew Brzeziński zdobył decydujący wpływ na kształtowanie amerykańskiej polityki zagranicznej, z czym Vance jako oficjalny szef dyplomacji nie mógł się pogodzić.
Po odejściu od aktywnej polityki wrócił do pracy jako prawnik. We wczesnych latach 90. został mediatorem ONZ. W 1991 został wysłany w tej roli do krajów byłej Jugosławii, by zakończyć wojnę w Chorwacji i Bośni. Zaproponowany przez niego i Davida Owena tzw. plan Vance’a-Owena został odrzucony przez bośniackich Serbów w czerwcu 1993, w wyniku czego Vance zrezygnował ze swojej roli.